# 417 î.Hr.

## Legături externe
- Materiale media legate de 417 î.Hr. la Wikimedia Commons